# Zgarbowate

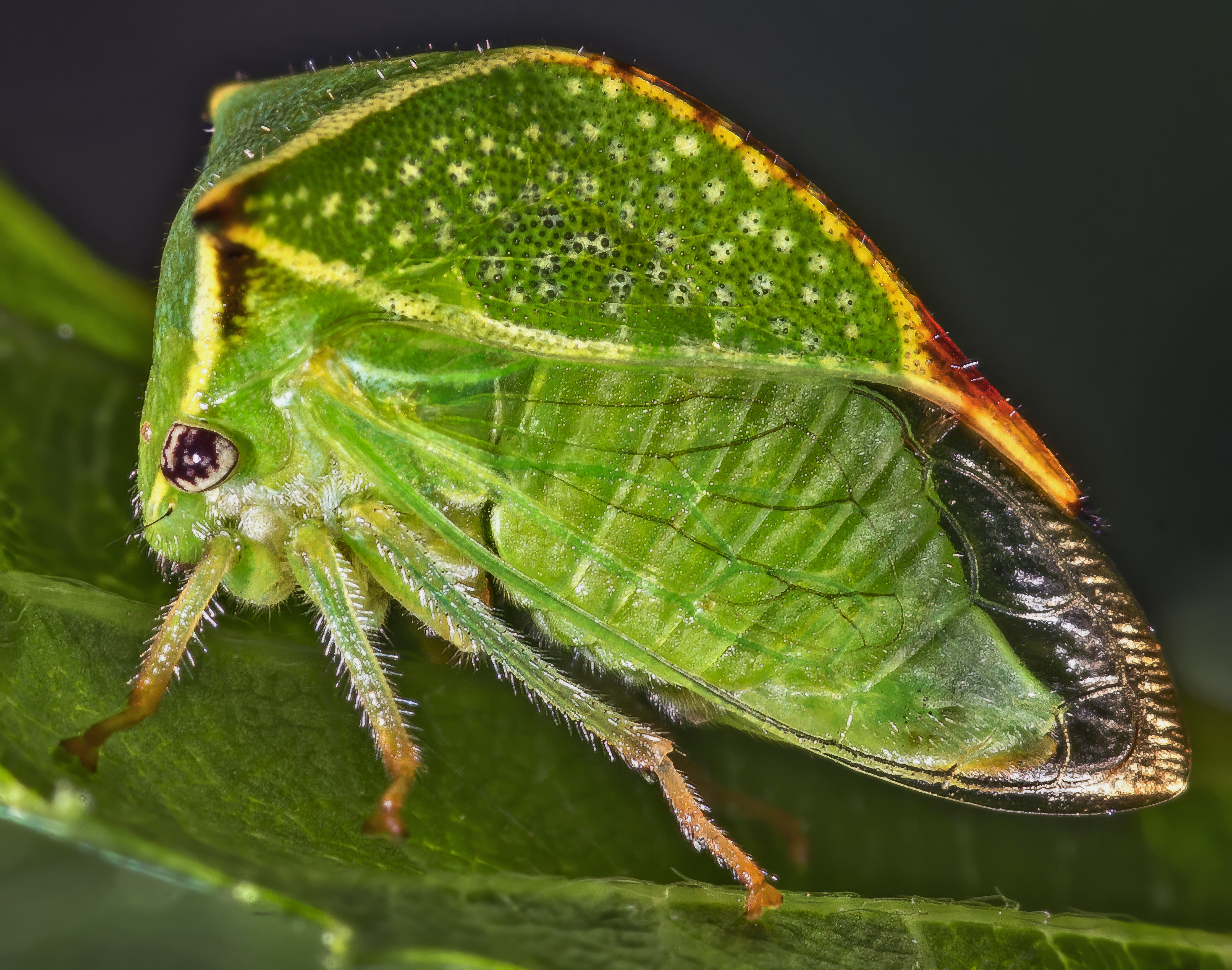
Stictocephala bisonia

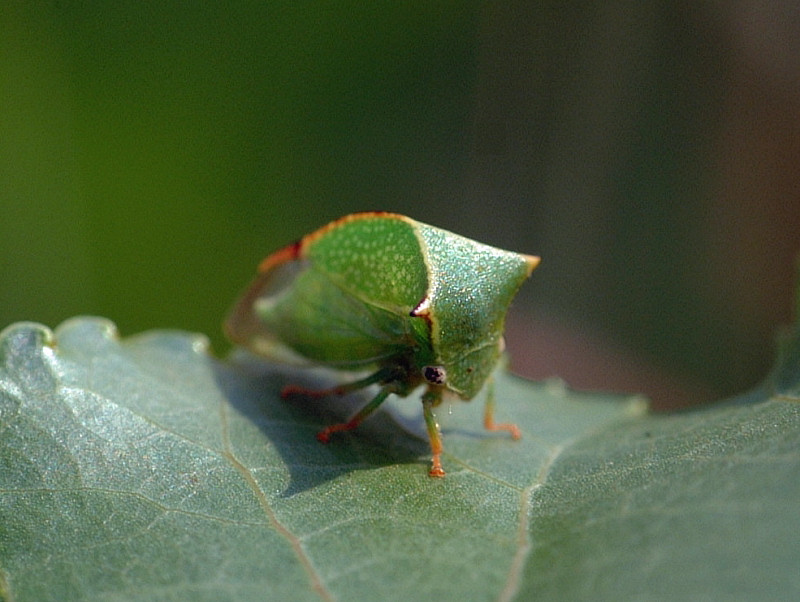
Stictocephala bisonia

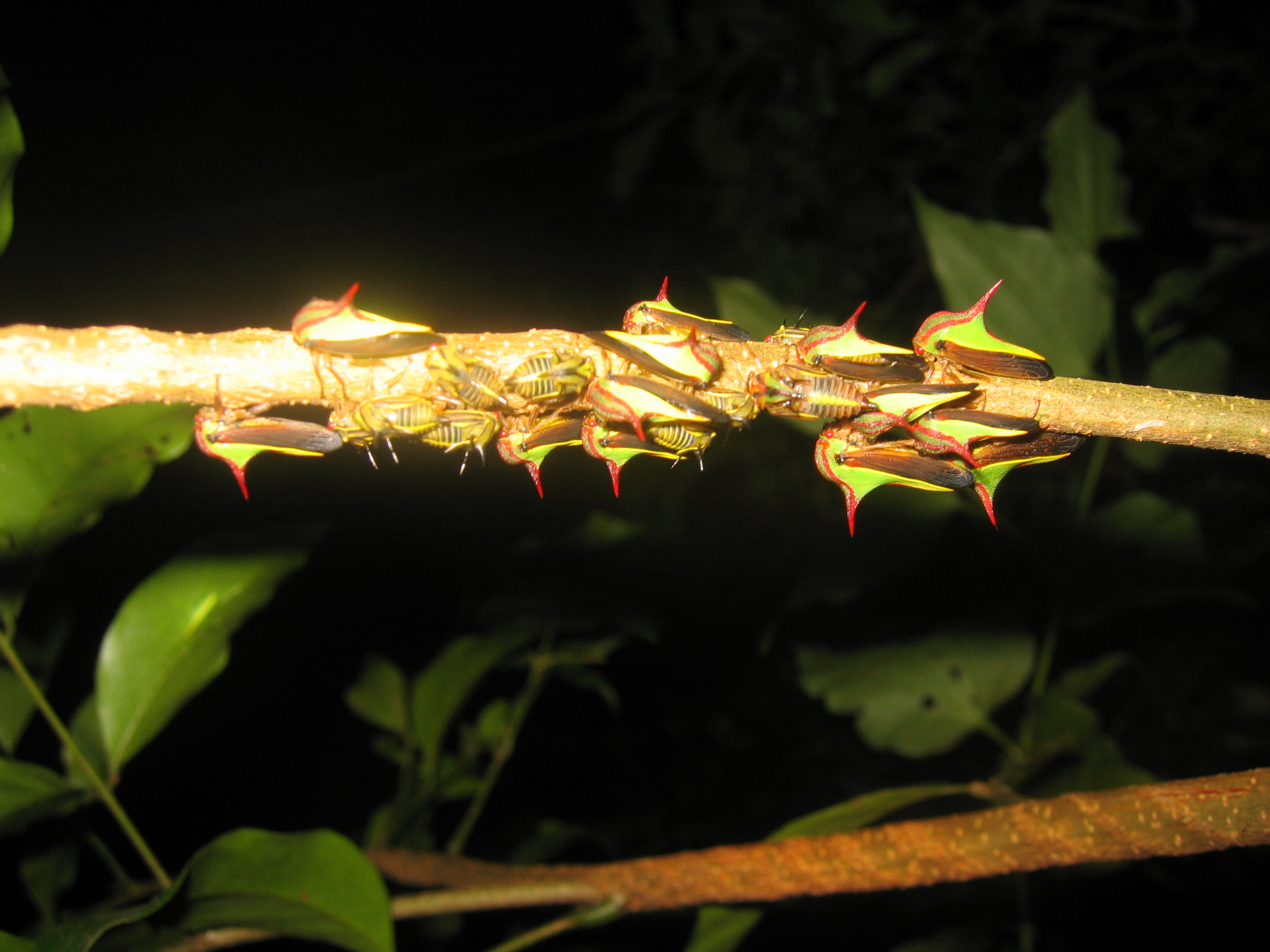
Osobniki dorosłe i larwy owadów z rodziny zgarbkowatych w Monteverde, Kostaryka

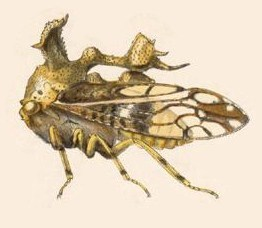
Smerdalea horrescens

Zgarbowate, zgarbkowate (Membracidae) – rodzina owadów z rzędu pluskwiaków i podrzędu piewików.
Ich cechą charakterystyczną jest silnie rozwinięta tarczka grzbietowa, zaopatrzona na przedtułowiu w długi wyrostek, skierowany ku tyłowi (jego kształt różni się w zależności od gatunku) oraz liczne wyrostki na przedpleczu.
Do rodziny zgarbkowatych zalicza się ok. 3 tys. gatunków, żyjących przede wszystkim w strefie tropikalnej i subtropikalnej.
W Europie występują cztery rodzime gatunki z omawianej rodziny, w tym dwa pospolite, występujące również w Polsce: zgarb rogaty (Centrotus cornutus) i zgarb ostrożyca (Gargara genistae), oraz dwa rzadsze Centrotus chloroticus i Oxyrhachis capeneri. Dodatkowo w Europie, w tym w Polsce zwiększa swój zasięg inwazyjny kolcoróg bizoniak (Stictocephala bisonia) – notowany od 2007.
Niektóre gatunki z rodziny zgarbkowatych charakteryzują się ciekawymi zachowaniami, jak opieka rodzicielska nad jajami i larwami czy porozumiewanie się przy pomocy sygnałów dźwiękowych.

## Galeria
Tablice z książki Biologia Centrali-Americana, Edwin Wilson, Cambridge 1915.

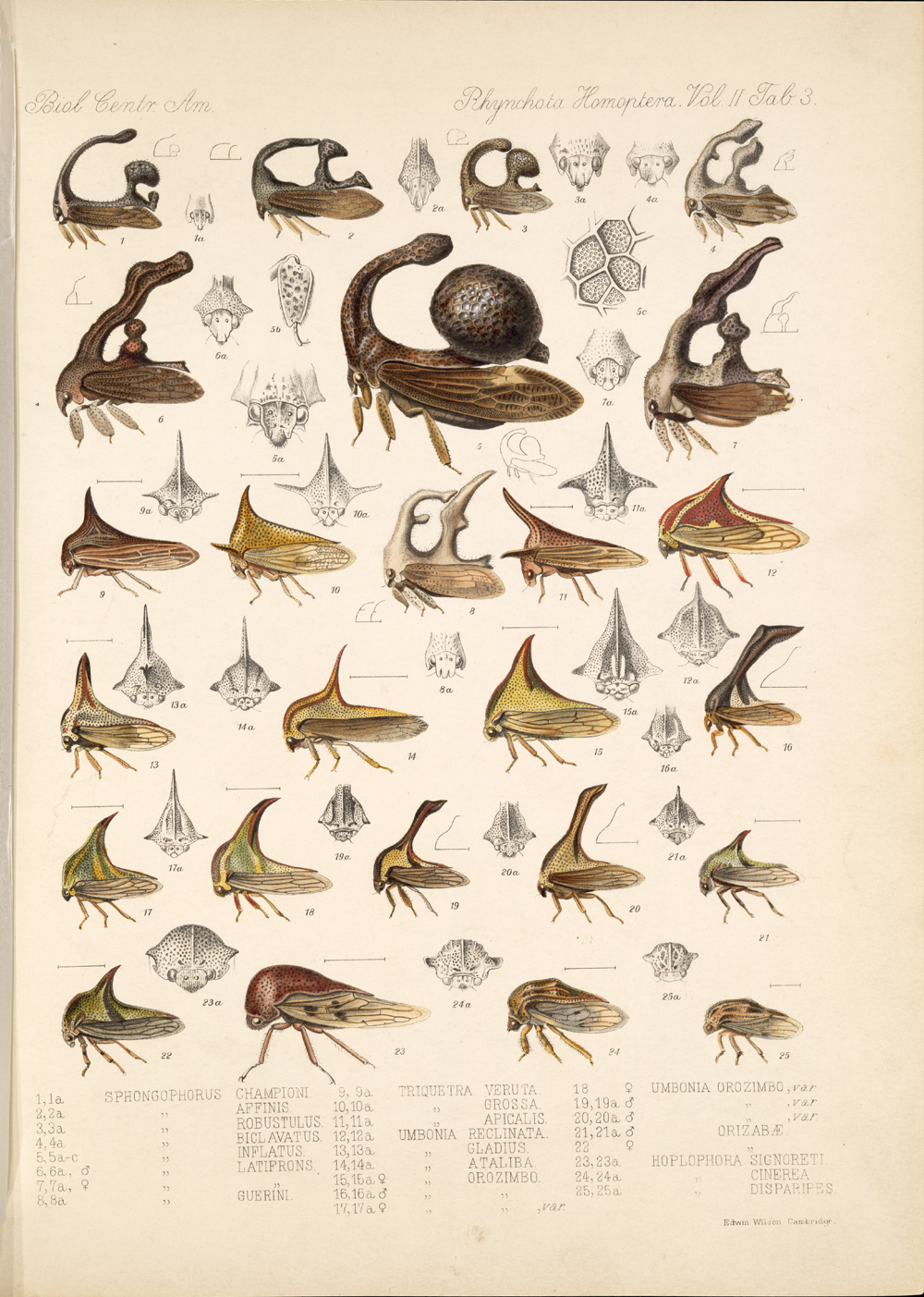
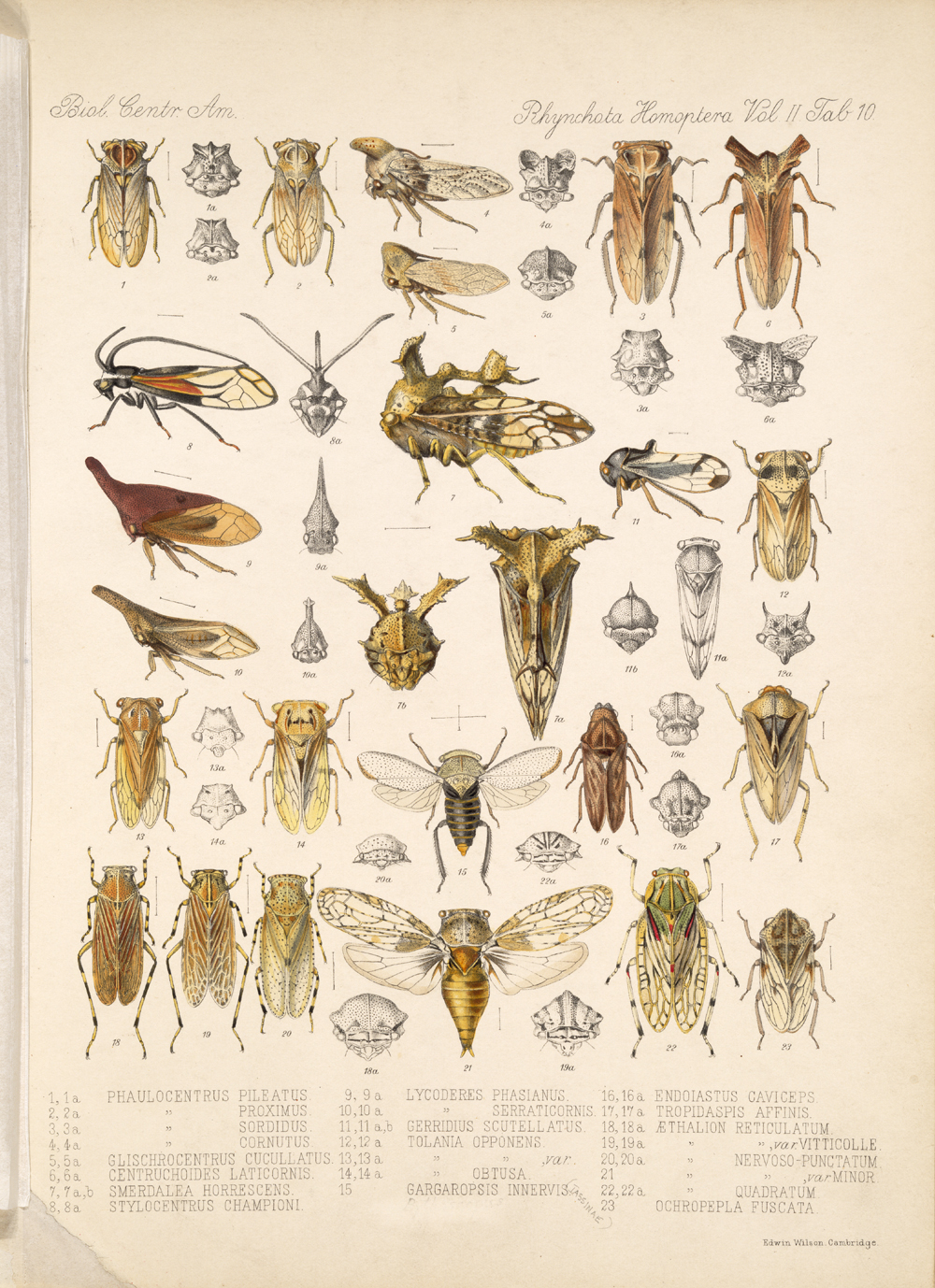
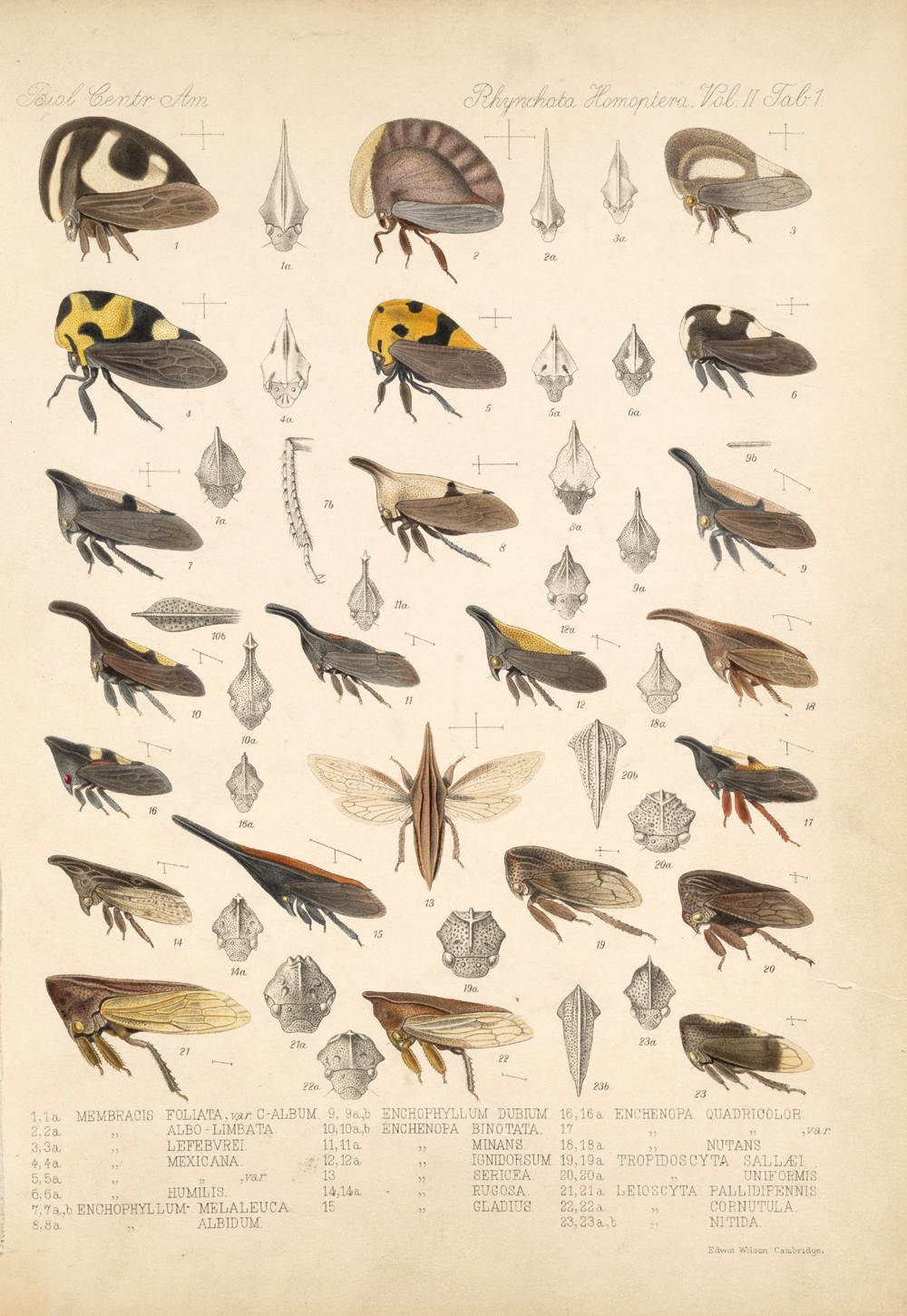
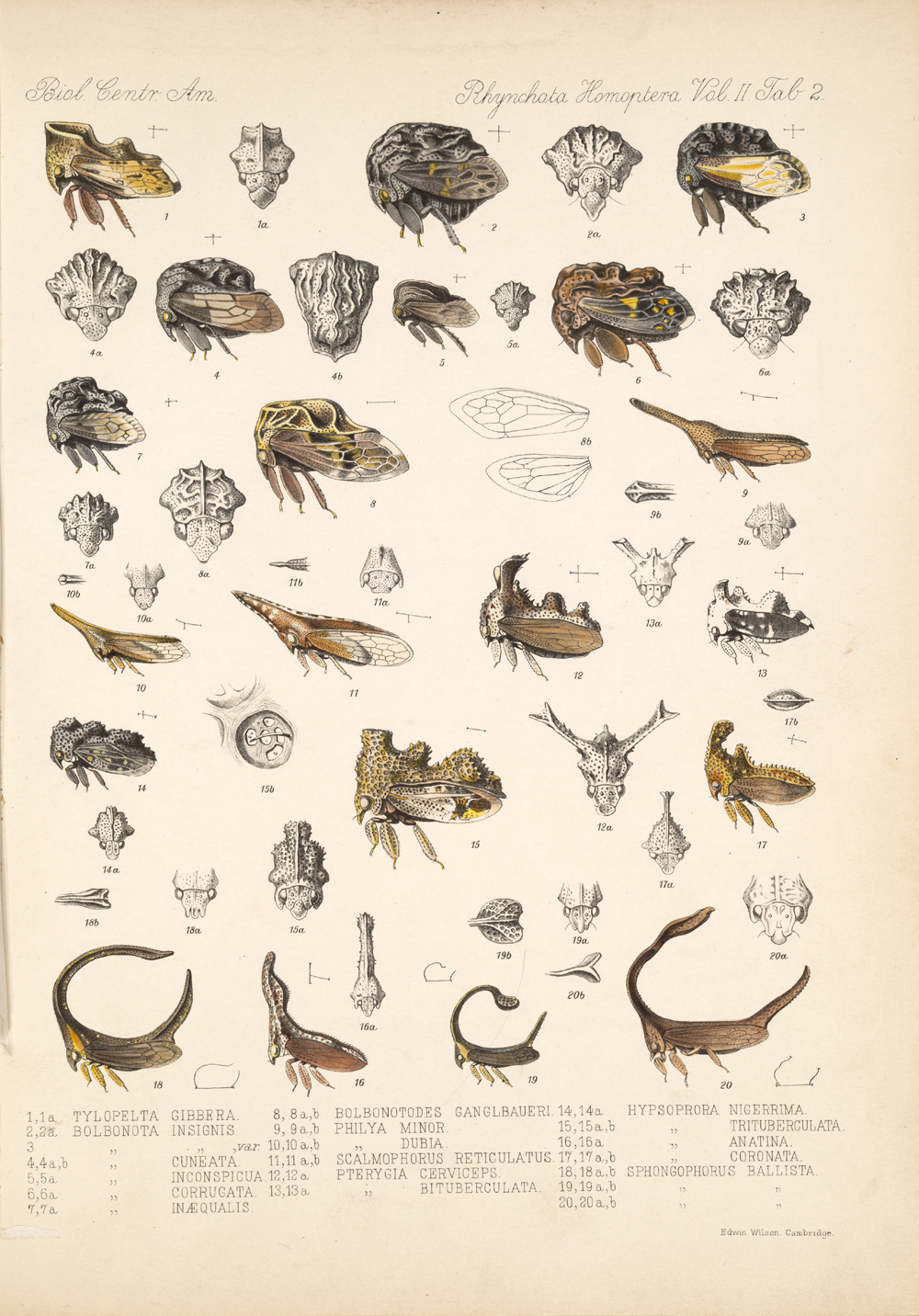

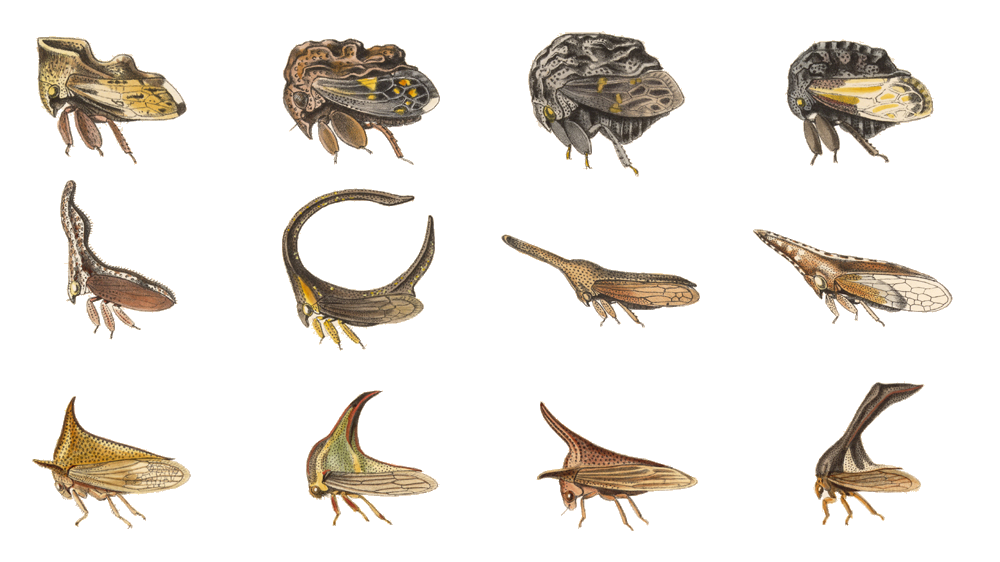
Tropikalne gatunki zgarbkowatych

| Tilopelta gibbera Hypsoprora anatina Triquetra grossa | Bolbonota corrugata Spongophorus ballista Umbonia orozimbo ♀ | Bolbonota insignis Phylia minor Triquetra apicalis | Bolbonota insignis Scalmophorus reticulatus Umbonia orozimbo ♂ |